# Фамилии внебрачных детей
Фамилии внебрачных детей, фамилии незаконнорождённых детей — тип русских фамилий, относящихся к искусственным фамилиям, которые сложились вне естественного исторического процесса (при котором личные имена постепенно преобразовывались в наследственные фамилии) и были придуманы искусственно.
Фамилии детей русских аристократов и членов императорской фамилии иногда образовывались усечением фамилии отца или же от названия географических пунктов. Часто ребёнок получал фамилию нового мужа матери или приёмного отца, иногда фамилия или отчество образовывались от личного имени родного или крёстного отца. Известны случаи также фиктивного приписывания ребёнка к вымершему дворянскому роду с получением его фамилии и герба (например, С. А. Соболевский).

## Список усечённых фамилий
| # А Б В Г Д Е Ё Ж З И К Л М Н О П Р С Т У Ф Х Ц Ч Ш Щ Э Ю Я |

### В
- Воронцовы:
  - Ронцовы (Ранцовы) — дети Р. И. Воронцова
- Ветрецынские:
  - Цынский Л. М. — сын актрисы Ветрецынской

### Г
- Голицыны[2]:
  - Го[3]
  - Лицын, де Лицын — дети А. М. Голицына[4]
- Головины[2]:
  - Ловин, Федор — «воспитанник» графа Головина[5]

### Д
- Долгоруковы:
  - Рукины — дети А. А. Долгорукова и купчихи Мырновой.

### Е
- Елагины[6]:
  - Агин, А. А.

### Н
- Наумовы[7]:
  - Умовы
- Новосильцевы[8]:
  - Васильцовские

### П
- Потёмкины:
  - Тёмкина, Е. Г. — дочь Г. Потемкина

### Р
- Разумовские:
  - Умской
- Репнины[9]:
  - Пнин, И. П.— сын Н. В. Репнина
  - Репнинские
- Румянцевы[2]:
  - Умянцов

### С
- Селиверстовы[10]:
  - Верстовский (внебрачным сыном был отец А. Н. Верстовского)

### Т
- Тенишевы:
  - Те[3]
- Трубецкие[11]:
  - Бецкой, И. И.— сын И. Ю. Трубецкого
  - Бецкий, И. Е.

### Ш
- Шереметевы:
  - Реметевы — дети графа П. Б. Шереметева[4]

## Другие варианты

### Анаграммы
- Альбединский — внебрачное потомство П. Р. Альбедиля
- Аттиль — от фамилии графов Литта
- Луначарский — от фамилии Чарналуский[12]
- Нибуш — от фамилии Шубиных
- Нильский А. А. — внебрачный сын коммерсанта Нилуса[13]
- Остенек, Востоков — барон фон Остен-Сакен дал своему сыну фамилию Остенек. Он же позже русифицировал её через перевод (osten — «восток») в «Востоков», а её обладатель стал филологом А. Х. Востоковым[14].
- Римдалв — анаграмма имени отца, В. М. Волконского
- Ропет, И. П. — от фамилии Петров[15]
- Сабир, Иосиф Иосифович — внебрачный сын Иосифа де Рибаса

### Географические фамилии
- Белёвские-Жуковские: Алексей — потомство великого князя Алексея Александровича и А. В. Жуковской, дочери поэта Жуковского (по городу Белёв, который был родиной поэта).
- Бобринские: Бобринский, А. Г. — сын Григория Орлова и Екатерины II (по имению Бобрики)
- Волынские — дети великого князя Николая Константиновича (по его любимому полку).
- Вревские — дети А. Б. Куракина (от вотчины Врев)
- Даргомыжские — дети Василия Алексевича Ладыженского (от имения Даргомыжка)
- Истровы — дети Н. П. Шереметева и его бывшей крепостной Е. С. Казаковой[16]
- Колыванова, Е. А. — дочь князя Вяземского, по месту рождения (от города Колывань)
- Парижская, Мария Александровна — будто бы дочь Александра I и француженки мадмуазель Жорж
- Перовские — дети А. К. Разумовского (от вотчины Перово)
- Рузские — от внебрачного сына дворянина Лермонтова (родившегося в Рузе).
- Сердобины — от внебрачного сына князя А. Б. Куракина (от Сердобского уезда, в котором находились имения князя).
- Терские — внебрачные дети И. А. Вревского[17]
- Лукаш, Н. Е.— внебрачный сын Александра I и Софьи Мещерской (по имению Лукаши).

### Отымённые фамилии
- Александров, Павел Константинович — сын великого князя Константина Павловича; фамилия в честь крестного отца, его брата императора Александра
- Алексеевы — «воспитанницы» Г. Г. Орлова
- Андреевские — дети Андрея Карамзина
- Андро Ф. А. — сын Александра Ланжерона
- Константинов, К. И.  и Константинова, Констанция Ивановна — дети великого князя Константина Павловича
- Львовы-Левицкие — дети Льва Яковлева
- Никитины — внебрачные дети Никиты Всеволожского и балерины Авдотьи Овошниковой.
- Николаевы— дети великого князя Николая Николаевича
- Платонов В. П. — внебрачный сын светлейшего князя Платона Зубова.

Фамилии от женского имени часто означают безотцовщину.

### Фамилии прародителей
- Мусина-Юрьева — внебрачная дочь императора Павла Петровича. «Юрьевы» — одно из прозваний бояр Романовых-Захарьиных
- Юрьевские — внебрачные дети Александра II от Екатерины Долгоруковой и их потомки
- Захарьина — внебрачная дочь Александра Яковлева, из потомков бояр Захарьиных
- Красинский, В. А. — сын Кшесинской, якобы потомка рода Красинских
- Палей — незаконнорождённые дети Павла Александровича от Ольги Карнович (украинский род Палій, известный в истории Запорожской Сечи, находился в родстве с Карновичами).
- Соломирские — дети Дмитрия Татищева Павел и Владимир. Им была определена фамилия, которую, как предполагалось, носили удельные князья Соломерецкие — предки Татищевых.

### По титулам
- Великий, С. А. — сын великого князя Павла Петровича (будущего Павла I)
- Князевы — внебрачные дети великого князя Константина Николаевича.
- Чесменский, А. А. — сын А. Г. Орлова-Чесменского

### «Спонсорские» фамилии
- Гомбургцевы — подкидыши из Московского Воспитательного дома, воспитывавшиеся на пожертвования принцессы А. И. Гессен-Гомбургской[19].
- Шереметьевские — подкидыши из Воспитательного дома, выращенные на средства графа Шереметьева.

### «Говорящие» фамилии
- Богданов — от «богом данный».
  - Например, до заключения брака деда и бабки М. П. Мусоргского их дети, в том числе отец композитора, носили фамилию Богдановы, но затем были узаконены и стали Мусоргскими.
- Герцен, Александр Иванович — «сын сердца» (от нем. Herz)
- Инзов, И. Н. — от «иной зов, иное название». По мнению Тынянова — другое происхождение: «он назван был по-немецки: Константинс. Прибавлено окончание: ов и вычеркнуто имя: Инсов», что является очевидной ошибкой писателя — отцом Инзова он считает соответственно великого князя Константина, который родился позже своего предполагаемого «сына» почти на 10 лет.
- Макеровский, Ф. П. — внебрачный сын Петра Нестерова. Фамилия, возможно, образована от французского «mon coeur» — «мое сердце».
- Ладомирские: Василий и другие — дети И. Н. Римского-Корсакова и Е. П. Строгановой: от Лады (славянского божества любви).
- Любимов, Любецкий и т. п.
- Нечаев, Нежданов, Бастрюков, Половинкин, Нагульнов (для аристократической среды редкие) и т. п.:
  - Нечаев, Сергей Геннадьевич

### По месту или времени находки / рождения
- Июнева, Н. М. — дочь великого князя Михаила Павловича, была подкинута в июне.
- Пасхин, А. А. — сын императора, подброшен на Пасху.
- Подчасский И. И. — сын графа Л. К. Разумовского; родился на диване «под часами».

### Прочее
- Перов В. Г. — будущий художник получил прозвище за хорошее владение пером от своего учителя